# Yankee (pel·lícula)
Yankee és una pel·lícula italiana del 1966 dirigida per Tinto Brass del gènere spaghetti western, protagonitzada per Philippe Leroy, Adolfo Celi, Mirella Martin i Tomás Torres. Es tracta del primer intent del cineasta Tinto Brass, reconegut principalment per ser un dels més prestigiosos directors del cinema eròtic, en incursionar en el gènere del western.

## Sinopsi
Un cap criminal local conegut com el Gran Concho domina amb la seva colla des d'una església abandonada fins a un extens territori. Interessat en una quantiosa recompensa, un caçarecompenses conegut com el Yankee decideix anar en la seva cerca.

## Repartiment
- Philippe Leroy - Yankee
- Adolfo Celi - Grande Concho
- Mirella Martin - Rosita
- Tomás Torres - Luiz
- Francisco Sanz - Consalvo
- Franco De Rosa - Angelface
- Víctor Israel - Comissari
- Pasquale Basile - Denti d'oro
- Jacques Herlin - Filòsof
- Giorgio Bret Schneider - Pittore
- Antonio Basile - Tatuato
- Renzo Pevarello - Portuguès
- César Ojinaga - Diputat
- Valentino Macchi - García
- Tomas Milton - Tom
- Jose Halufi - Perro

## Rodatge
Exteriors rodats a Chalamera, en diverses imatges apareix l'ermita de la població.